# 亨姆 (加利福尼亞州弗雷斯諾縣)
哈姆（英語：Hume）是位於美國加利福尼亞州弗雷斯諾縣的一個非建制地區。該地的面積和人口皆未知。

## 地理
哈姆的座標為36°47′06″N 118°54′49″W / 36.78500°N 118.91361°W，而該地的平均海拔高度為1629米（即5344英尺）。